# Павловце (Римавска Собота)
Павловце (слч. Pavlovce) насељено је мјесто са административним статусом сеоске општине (слч. obec) у округу Римавска Собота, у Банскобистричком крају, Словачка Република.

## Становништво
| Година:    | 1994. | 2004.    | 2014.    | 2024.   |
| ---------- | ----- | -------- | -------- | ------- |
| Број људи: | 315   | 347      | 395      | 422     |
| Разлика:   |       | +10,15 % | +13,83 % | +6,83 % |

| Година:    | 2023. | 2024.   |
| ---------- | ----- | ------- |
| Број људи: | 427   | 422     |
| Разлика:   |       | -1,17 % |

Према подацима о броју становника из 2011. године насеље је имало 389 становника.